# Angel Garza
Angel Garza (* 23. September 1992 in Monterrey, Mexiko) ist ein mexikanischer Wrestler. Er steht derzeit bei der WWE unter Vertrag und tritt regelmäßig in deren Show Raw auf. Sein bislang größter Erfolg war der Erhalt der NXT Cruiserweight Championship.

## Wrestling-Karriere

### Frühe Karriere (2008–2015)
Garza wurde von seinem Großvater Mario Segura sowie El Hijo del Gladiador vor seinem Debüt am 8. November 2008 unter dem Ringnamen El Hijo del Ninja trainiert. Zunächst arbeitete er, für Federacion Internacional de Lucha Libre (FILL). Am 25. August 2009 gewann er, das Turnier Copa Arena Coliseo Monterrey 2009 und besiegte Pee-Wee, Kaientai, Angel Dorada Jr. und Hombre Sin Miedo nacheinander. Nach seinem Turniersieg gewann er im selben Jahr, die FILL-Meisterschaft im Halbschwergewicht.
Im späten Herbst 2011 begann er, bei der neuen Promotion Llaves y Candados (LyC). Am 18. September 2011 gewann er die LyC-Meisterschaft. 2012 nahm El Hijo del Ninja an einer mexikanischen Reality-TV-Show, mit dem Titel Mitad y Mitad: Lucha por el Amor teil, in der er sich freiwillig im Finale der Show demaskierte.
Im Jahr 2014 berichteten einige mexikanische Wrestling-Medien, dass TNA daran interessiert war, El Hijo del Ninja zu verpflichten, aber aus den Gerüchten kam zu dieser Zeit nichts Wesentliches. 2015 gewannen El Hijo del Ninja und sein Cousin Último Ninja, die LyC Tag Team-Meisterschaft, um sie im Rahmen einer andauernden Fehde, zwischen der Familie Garza und dem Team der Lucha-Libre-Legenden Dr. Wagner Jr. und Silver King zu verlieren.

### Lucha Libre AAA Worldwide (2015–2017)
Garza begann 2015 bei Lucha Libre AAA Worldwide (AAA) zu arbeiten. Sein erstes AAA-Match, fand am 4. Oktober 2015 bei Héroes Inmortales IX statt. Er wurde als „Garza Jr.“ vorgestellt. Garza Jr. hat sich mit Psycho Clown und Rey Mysterio zusammengetan, um das Trio aus Myzteziz, El Texano Jr. und El Hijo del Fantasma, im Semi-Main Event der Show zu besiegen. Garza Jr. hat sich mit La Parka und Electroshock zusammengetan, um bei der Guerra de Titanes 2016, um die vakante AAA World Trios Championship zu kämpfen. Nach mehreren Midcard Kämpfen nahm Garza Jr., etwas mehr als ein Jahr nach seinem AAA-Debüt, am Hauptkamp von Héroes Inmortales X teil. Garza Jr. forderte Johnny Mundo erfolglos, für die AAA-Lateinamerikameisterschaft heraus. Drei Monate später forderte Garza Jr. El Hijo del Fantasma, um die AAA-Weltmeisterschaft im Cruisergewicht heraus, doch auch hier blieb er erfolglos.

### Impact Wrestling (2017–2018)
Garza Jr. gab zusammen mit dem mexikanischen Wrestler Laredo Kid, sein Überraschungsdebüt für Impact Wrestling in Orlando, Florida, welche am 2. März 2017 aufgezeichnet wurde. Die beiden debütierten im Ring, indem sie Eli Drake und Tyrus besiegten. Zwei Tage später nahmen Garza Jr. und Laredo Kid an einem Fatal Four Way Tag Team Match, für die Impact Wrestling World Tag Team Championship teil, dies konnten sie jedoch nicht gewinnen. Hiernach endete auch sein Weg bei TNA. Und absolvierte nur noch Kämpfe als Free Agent.

### World Wrestling Entertainment (seit 2019)
Am 18. April 2019 unterschrieb er bei der WWE. Am 26. Juni 2019 gab er bereits sein Debüt bei NXT und besiegte Joaquin Wilde. Am 20. August trat er bei 205 Live auf. Am 6. November 2019 besiegte er Tony Nese, um der Herausforderer für die NXT Cruiserweight Championship zu werden. Am 11. Dezember 2019 gewann er den Titel von Lio Rush. Diese Regentschaft hielt 45 Tage und verlor den Titel, dann am 25. Januar 2020 an Jordan Devlin.
Am 3. Februar 2020 debütierte er bei Raw und fehdete, zuerst gegen Rey Mysterio. Er schloss sich dem Stable, aus Zelina Vega und Andrade an und treten seitdem, als Tag Team gemeinsam an. Im September trennte sich Vega von der Gruppe. Am 27. September 2020 verletzte er sich in einem Tag Team Match an der Hüfte. In der Ausgabe von Mondaynightraw vom 21. Dezember 2020 kehrte er in die Shows zurück und besiegte Drew Gulak.
Am 31. Dezember 2020 gewann er den WWE 24/7 Championship, hierfür besiegte er R-Truth. Die Regentschaft hielt 4 Tage und verlor den Titel am 4. Januar 2021 wieder an R-Truth. Am 4. Oktober 2021 wurde er beim WWE Draft zu SmackDown gedraftet. Am 7. November 2021 wurde bekannt gegeben, dass sein Ringname in Angel geändert worden ist.
Am 15. August 2022 wurde bekannt gegeben, dass er seinen Ringnamen Angel Garza zurück erhalten hat.

## Titel und Auszeichnungen
- World Wrestling Entertainment
  - NXT Cruiserweight Championship (1×)
  - WWE 24/7 Championship (1×)

- The Crash Lucha Libre
  - The Crash Tag Team Championship (1×) mit Último Ninja

- Federación Internacional de Lucha Libre
  - FILL Light Heavyweight Championship (1×)
  - FILL Rey del Aire Tournament: 2011
  - Copa Arena Coliseo Monterrey: 2009

- Llaves y Candados
  - LyC Championship (1×)
  - LyC Tag Team Championship (1×) mit Último Ninja

- Pro Wrestling Blitz
  - PWB Tag Team Championship (1×) mit Laredo Kid

- Pro Wrestling Illustrated
  - Nummer 331 der Top 500 Wrestler in der PWI 500 in 2018